# Sachalinobia koltzei
Sachalinobia koltzei är en skalbaggsart som först beskrevs av Lucas Friedrich Julius Dominikus von Heyden 1887.  Sachalinobia koltzei ingår i släktet Sachalinobia och familjen långhorningar. Inga underarter finns listade i Catalogue of Life.